# Iporanga
Iporanga is een gemeente in de Braziliaanse deelstaat São Paulo. De gemeente telt 4.789 inwoners (schatting 2009).